# Águas de Lindóia
Águas de Lindóia – miasto i gmina w Brazylii, w stanie São Paulo. Znajduje się w mezoregionie Campinas i mikroregionie Amparo.